# Ceratoscopelus
Ceratoscopelus è un genere di pesci ossei abissali appartenente alla famiglia Myctophidae.

## Distribuzione e habitat
Il genere è cosmopolita. Nel mar Mediterraneo è presente Ceratoscopelus maderensis. Sono pesci batipelagici.

## Specie
- Ceratoscopelus maderensis
- Ceratoscopelus townsendi
- Ceratoscopelus warmingii[1]